# Lancer du poids féminin aux Jeux olympiques d'été de 1964
Navigation
Rome 1960 Mexico 1968
L'épreuve du lancer du poids féminin aux Jeux olympiques de 1964 s'est déroulée le 20 octobre 1964 au Stade olympique national de Tokyo, au Japon.  Elle est remportée par la Soviétique Tamara Press.

## Résultats

### Finale
| Rang               | Athlète           | Pays                       | Essais | Essais | Essais | Essais         | Essais         | Essais         | Marque | Notes |
| Rang               | Athlète           | Pays                       | 1      | 2      | 3      | 4              | 5              | 6              | Marque | Notes |
| ------------------ | ----------------- | -------------------------- | ------ | ------ | ------ | -------------- | -------------- | -------------- | ------ | ----- |
| Médaille d'or      | Tamara Press      | Union soviétique           | 17,51  | 17,72  | 17,18  | 16,49          | x              | 18,14          | 18,14  | OR    |
| Médaille d'argent  | Renate Garisch    | Équipe unifiée d’Allemagne | 17,41  | 17,10  | 16,38  | 17,61          | 17,00          | 17,01          | 17,61  |       |
| Médaille de bronze | Galina Zybina     | Union soviétique           | 17,38  | 17,25  | 17,45  | 17,42          | 16,65          | 17,36          | 17,45  |       |
| 4                  | Valerie Sloper    | Nouvelle-Zélande           | 17,08  | 15,84  | 16,81  | 17,26          | 17,24          | 17,23          | 17,26  |       |
| 5                  | Margitta Gummel   | Équipe unifiée d’Allemagne | 16,67  | 15,87  | x      | 16,60          | 16,91          | 16,34          | 16,91  |       |
| 6                  | Irina Press       | Union soviétique           | x      | 16,50  | x      | 15,81          | 15,78          | 16,71          | 16,71  |       |
| 7                  | Nancy McCredie    | Canada                     | 15,89  | 15,13  | 15,27  | Non qualifiées | Non qualifiées | Non qualifiées | 15,89  |       |
| 8                  | Ana Maria Sălăjan | Roumanie                   | 15,79  | 15,83  | 15,70  | Non qualifiées | Non qualifiées | Non qualifiées | 15,83  |       |
| 9                  | Johanna Lüttge    | Équipe unifiée d’Allemagne | 15,77  | x      | x      | Non qualifiées | Non qualifiées | Non qualifiées | 15,77  |       |
| 10                 | Ivanka Hristova   | Bulgarie                   | 15,69  | x      | 15,35  | Non qualifiées | Non qualifiées | Non qualifiées | 15,69  |       |
| 11                 | Judit Bognár      | Hongrie                    | 15,65  | x      | x      | Non qualifiées | Non qualifiées | Non qualifiées | 15,65  |       |
| 12                 | Earlene Brown     | États-Unis                 | 14,25  | 13,43  | 14,80  | Non qualifiées | Non qualifiées | Non qualifiées | 14,80  |       |